# Unione Sportiva Alessandria Calcio 1989-1990
Questa pagina raccoglie i dati riguardanti l'Unione Sportiva Alessandria Calcio nelle competizioni ufficiali della stagione 1989-1990.

## Stagione
Nella stagione 1989-1990 l'Unione Sportiva Alessandria Calcio 1912 ha disputato il quarto campionato di Serie C1 della sua storia. Ha ottenuto il sedicesimo posto con 28 punti, retrocedendo in Serie C2. Ha iniziato la stagione affidata al tecnico Renzo Melani, nel girone di andata raccoglie 15 punti, nel ritorno 13, non sufficienti per mantenere la categoria, a metà aprile, dopo diciassette partite senza vittorie, si è tentato con la scossa del cambio allenatore, individuando in Antonio Colombo il possibile traghettatore verso la salvezza, ma senza ottenerla. Nella Coppa Italia di Serie C i grigi disputano il Girone A di qualificazione, vinto dal Pavia, ottenendovi una vittoria, tre pareggi e due sconfitte.

## Divise e sponsor
Il fornitore ufficiale di materiale tecnico per la stagione 1989-90 fu Diadora, mentre lo sponsor di maglia fu AGV.
| 1ª divisa | 2ª divisa |

## Organigramma societario
Area direttiva
- Presidente: Gino Amisano
- Consiglieri: Gianni Capra, Fernando Cerafogli, Franco Gatti, Francesco Pettazzi, Giovanni Peverati, Michele Sandroni
- Segretario: Gianfranco Coscia
- Addetto stampa: Roberto Zaino

Area tecnica
- Direttore sportivo: Mario Fara
- Allenatore: Renzo Melani, poi dal 13 aprile Antonio Colombo
- Allenatore in 2ª: Antonio Colombo

Area sanitaria
- Medico sociale: Luigi Mazza
- Massaggiatore: Vincenzo Pescolla

## Rosa
| N. |                   | Ruolo | Calciatore           |
| -- | ----------------- | ----- | -------------------- |
|    | Italia (bandiera) | P     | Massimiliano Caniato |
|    | Italia (bandiera) | P     | Roberto Conti        |
|    | Italia (bandiera) | D     | Flavio Chiti         |
|    | Italia (bandiera) | D     | Riki Di Bin          |
|    | Italia (bandiera) | D     | Maurizio Ferrarese   |
|    | Italia (bandiera) | D     | Roberto Fogli        |
|    | Italia (bandiera) | D     | Marco Guerra         |
|    | Italia (bandiera) | D     | Emiliano Maddè       |
|    | Italia (bandiera) | D     | Maurizio Manetti     |
|    | Italia (bandiera) | C     | Roberto Briata       |
|    | Italia (bandiera) | C     | Marco Carrara        |
|    | Italia (bandiera) | C     | Paolo Danzè          |
|    | Italia (bandiera) | C     | Giuseppe De Gradi    |

| N. |                   | Ruolo | Calciatore            |
| -- | ----------------- | ----- | --------------------- |
|    | Italia (bandiera) | C     | Sergio Ferretti       |
|    | Italia (bandiera) | C     | Luca Landonio         |
|    | Italia (bandiera) | C     | Marco Lazzarini       |
|    | Italia (bandiera) | C     | Pasquale Logarzo      |
|    | Italia (bandiera) | C     | Stefano Mariani       |
|    | Italia (bandiera) | C     | Alessandro Moretto    |
|    | Italia (bandiera) | C     | Onesto Riccitelli     |
|    | Italia (bandiera) | C     | Luigi Sacchetti       |
|    | Italia (bandiera) | C     | Simone Sereni         |
|    | Italia (bandiera) | A     | Alberto Briaschi (II) |
|    | Italia (bandiera) | A     | Francesco Fiori       |
|    | Italia (bandiera) | A     | Lorenzo Mazzeo        |
|    | Italia (bandiera) | A     | Giuseppe Tortora      |

## Risultati

### Serie C1

#### Girone d'andata
| Alessandria 17 settembre 1989 1ª giornata | Alessandria            | 0 – 0 referto | Carrarese | Stadio Giuseppe Moccagatta\| Arbitro: \| Brasca (Busto Arsizio) \| |
| Arbitro:                                  | Brasca (Busto Arsizio) |               |           |                                                                    |

| Arbitro: | Bortoli (Schio) |

|             |           |             |
| Galassi 33’ | Marcatori | 67’ Tortora |

| Alessandria 1º ottobre 1989 3ª giornata | Alessandria                 | 0 – 0 referto | Venezia | Stadio Giuseppe Moccagatta\| Arbitro: \| Casoli (Reggio nell'Emilia) \| |
| Arbitro:                                | Casoli (Reggio nell'Emilia) |               |         |                                                                         |

| Arbitro: | Rossi (Rovigo) |

|                                      |           |  |
| Bonaldi 18’, 33’, 39’ Nitti 69’, 78’ | Marcatori |  |

| Arbitro: | Introvigne (Conegliano) |

|                              |           |  |
| Fiori 62’ Carrara 83’ (rig.) | Marcatori |  |

| Arbitro: | Brignoccoli (Ancona) |

|                                |           |                              |
| Paini 15’ Recaldini 31’ (rig.) | Marcatori | 39’ (rig.) Sereni 59’ Briata |

| Alessandria 29 ottobre 1989 7ª giornata | Alessandria      | 0 – 0 referto | Casale | Stadio Giuseppe Moccagatta\| Arbitro: \| Bazzoli (Merano) \| |
| Arbitro:                                | Bazzoli (Merano) |               |        |                                                              |

| Arbitro: | Rossi (Rovigo) |

|              |           |  |
| Perrotta 79’ | Marcatori |  |

| Arbitro: | Rivola (Roma) |

|                     |           |  |
| De Gradi 90’ (rig.) | Marcatori |  |

| Arbitro: | Risetti (Voghera) |

|                        |           |  |
| Florio 80’ (rig.), 90’ | Marcatori |  |

| Arbitro: | Griffo (Palermo) |

|             |           |  |
| Carrara 41’ | Marcatori |  |

| Arbitro: | Rocchi (Roma) |

|                      |           |                   |
| Tovalieri 69’ (rig.) | Marcatori | 88’ (rig.) Sereni |

| Alessandria 17 dicembre 1989 13ª giornata | Alessandria        | 0 – 0 referto | Carpi | Stadio Giuseppe Moccagatta\| Arbitro: \| Curotti (Piacenza) \| |
| Arbitro:                                  | Curotti (Piacenza) |               |       |                                                                |

| Arbitro: | Scarcelli (Cosenza) |

|                                  |           |  |
| Vignola 39’ (rig.) Cristiani 55’ | Marcatori |  |

| Arbitro: | Tombolini (Ancona) |

|           |           |              |
| Mazzeo 8’ | Marcatori | 72’ Nannelli |

| Arbitro: | Bettin (Padova) |

|                            |           |  |
| Paci 2’, 72’ Simonetta 28’ | Marcatori |  |

| Alessandria 21 gennaio 1990 17ª giornata | Alessandria    | 0 – 0 referto | Lanerossi Vicenza | Stadio Giuseppe Moccagatta\| Arbitro: \| Florio (Vasto) \| |
| Arbitro:                                 | Florio (Vasto) |               |                   |                                                            |

#### Girone di ritorno
| Carrara 28 gennaio 1990 18ª giornata | Carrarese             | 0 – 0 referto | Alessandria | Stadio dei Marmi\| Arbitro: \| Racalbuto (Agrigento) \| |
| Arbitro:                             | Racalbuto (Agrigento) |               |             |                                                         |

| Arbitro: | Disarò (Conselve) |

|  |           |                           |
|  | Marcatori | 37’ Russo 51’ Cornacchini |

| Mestre 11 febbraio 1990 20ª giornata | Venezia           | 0 – 0 referto | Alessandria | Stadio Francesco Baracca\| Arbitro: \| Baglieri (Tivoli) \| |
| Arbitro:                             | Baglieri (Tivoli) |               |             |                                                             |

| Alessandria 18 febbraio 1990 21ª giornata | Alessandria      | 0 – 0 referto | Modena | Stadio Giuseppe Moccagatta\| Arbitro: \| Bazzoli (Merano) \| |
| Arbitro:                                  | Bazzoli (Merano) |               |        |                                                              |

| Arbitro: | Ferro (Verona) |

|                                 |           |                         |
| Giansanti 9’ Carboni 82’ (rig.) | Marcatori | 11’ Mariani 49’ Tortora |

| Arbitro: | Pellegrino (Barcellona Pozzo di Gotto) |

|            |           |  |
| Tortora 7’ | Marcatori |  |

| Casale Monferrato 18 marzo 1990 24ª giornata | Casale              | 0 – 0 referto | Alessandria | Stadio Natale Palli\| Arbitro: \| Bernardini (Rovigo) \| |
| Arbitro:                                     | Bernardini (Rovigo) |               |             |                                                          |

| Arbitro: | Griffo (Palermo) |

|                     |           |              |
| De Gradi 69’ (rig.) | Marcatori | 71’ Perrotta |

| Arbitro: | Rausa (Cosenza) |

|                              |           |                 |
| Rastelli 13’ Agostinelli 22’ | Marcatori | 17’ A. Briaschi |

| Arbitro: | Rivola (Roma) |

|                         |           |                     |
| Mariani 39’ Carrara 52’ | Marcatori | 12’ Folli 51’ Maran |

| Arbitro: | Salerno (Acireale) |

|                         |           |  |
| Gregoric 22’ Rovani 73’ | Marcatori |  |

| Arbitro: | Giove (Bari) |

|                                        |           |                |
| M. Briaschi 14’ Mazzeo 20’ Mariani 59’ | Marcatori | 45’, 56’ Brogi |

| Arbitro: | Rodomonti (Teramo) |

|               |           |  |
| O. Tacchi 16’ | Marcatori |  |

| Carpi 13 maggio 1990 | Carpi                | 0 – 0 referto | Alessandria | Stadio Sandro Cabassi\| Arbitro: \| Rossignoli (Firenze) \| |
| Arbitro:             | Rossignoli (Firenze) |               |             |                                                             |

| Arbitro: | Bernardini (Rovigo) |

|             |           |            |
| Mariani 48’ | Marcatori | 38’ Caccia |

| Arbitro: | Arena (Ercolano) |

|            |           |  |
| Spelta 11’ | Marcatori |  |

| Arbitro: | De Angelis (Civitavecchia) |

|  |           |                             |
|  | Marcatori | 70’ Di Stefano 80’ G. Salvi |

### Coppa Italia di Serie C

#### Primo turno
| Arbitro: | Cesari (Genova) |

|             |           |           |
| Vignali 90’ | Marcatori | 60’ Fiori |

| Arbitro: | Lana (Torino) |

|  |           |                  |
|  | Marcatori | 39’ (rig.) Rocca |

| Arbitro: | D'Ambrosio (Padova) |

|  |           |           |
|  | Marcatori | 60’ Fiori |

| Arbitro: | Destro (Novi Ligure) |

|                    |           |               |
| Carrara 54’ (rig.) | Marcatori | 51’ Criscuoli |

| Arbitro: | Gazzetta (Venezia) |

|             |           |  |
| Cicconi 64’ | Marcatori |  |

| Alessandria 10 settembre 1989 6ª giornata | Alessandria        | 0 – 0 referto | Pavia | Stadio Giuseppe Moccagatta\| Arbitro: \| Capovilla (Verona) \| |
| Arbitro:                                  | Capovilla (Verona) |               |       |                                                                |

## Statistiche

### Statistiche di squadra
| Competizione         | Punti | In casa | In casa | In casa | In casa | In casa | In casa | In trasferta | In trasferta | In trasferta | In trasferta | In trasferta | In trasferta | Totale | Totale | Totale | Totale | Totale | Totale | DR  |
| Competizione         | Punti | G       | V       | N       | P       | Gf      | Gs      | G            | V            | N            | P            | Gf           | Gs           | G      | V      | N      | P      | Gf     | Gs     | DR  |
| -------------------- | ----- | ------- | ------- | ------- | ------- | ------- | ------- | ------------ | ------------ | ------------ | ------------ | ------------ | ------------ | ------ | ------ | ------ | ------ | ------ | ------ | --- |
| Serie C1             | 28    | 17      | 5       | 10      | 2       | 13      | 10      | 17           | 0            | 8            | 9            | 7            | 26           | 34     | 5      | 18     | 11     | 20     | 36     | -16 |
| Coppa Italia Serie C |       | 3       | 0       | 2       | 1       | 1       | 2       | 3            | 1            | 1            | 1            | 2            | 2            | 6      | 1      | 3      | 2      | 3      | 4      | -1  |
| Totale               |       | 20      | 5       | 12      | 3       | 14      | 12      | 20           | 1            | 9            | 10           | 9            | 28           | 40     | 6      | 21     | 13     | 23     | 40     | -17 |

### Statistiche dei giocatori
| Giocatore        | Serie C1 | Serie C1 | Coppa Italia Serie C | Coppa Italia Serie C | Totale   | Totale |
| Giocatore        | Presenze | Reti     | Presenze             | Reti                 | Presenze | Reti   |
| ---------------- | -------- | -------- | -------------------- | -------------------- | -------- | ------ |
| A. Briaschi (II) | 24       | 2        | 6                    | 0                    | 30       | 2      |
| R. Briata        | 18       | 1        | -                    | -                    | 18       | 1      |
| M. Caniato       | 31       | -30      | 3                    | -1                   | 34       | -31    |
| M. Carrara       | 28       | 3        | 6                    | 1                    | 34       | 4      |
| F. Chiti         | 27       | 0        | -                    | -                    | 27       | 0      |
| R. Conti         | 3        | -6       | 3                    | -3                   | 6        | -9     |
| P. Danzé         | -        | -        | 4                    | 0                    | 4        | 0      |
| G. De Gradi      | 25       | 2        | 3                    | 0                    | 28       | 2      |
| R. Di Bin        | 31       | 0        | 4                    | 0                    | 35       | 0      |
| M. Ferrarese     | 4        | 0        | 3                    | 0                    | 7        | 0      |
| S. Ferretti      | -        | -        | 6                    | 0                    | 6        | 0      |
| F. Fiori         | 17       | 1        | 6                    | 2                    | 23       | 3      |
| R. Fogli         | 29       | 0        | 6                    | 0                    | 35       | 0      |
| M. Guerra        | -        | -        | 1                    | 0                    | 1        | 0      |
| L. Landonio      | -        | -        | 6                    | 0                    | 6        | 0      |
| M. Lazzarini     | 22       | 0        | -                    | -                    | 22       | 0      |
| P. Logarzo       | -        | -        | 4                    | 0                    | 4        | 0      |
| E. Maddè         | 2        | 0        | -                    | -                    | 2        | 0      |
| M. Manetti       | 31       | 0        | 6                    | 0                    | 37       | 0      |
| S. Mariani       | 23       | 4        | 5                    | 0                    | 28       | 4      |
| L. Mazzeo        | 25       | 2        | -                    | -                    | 25       | 2      |
| A. Moretto       | -        | -        | 1                    | 0                    | 1        | 0      |
| O. Riccitelli    | 33       | 0        | 5                    | 0                    | 38       | 0      |
| L. Sacchetti     | 8        | 0        | -                    | -                    | 8        | 0      |
| S. Sereni        | 23       | 2        | -                    | -                    | 23       | 2      |
| G. Tortora       | 30       | 3        | 4                    | 0                    | 34       | 3      |